# 지뢰 찾기 (윈도우)
지뢰 찾기는 마이크로소프트 윈도우에 포함된 지뢰 찾기 컴퓨터 게임이다. 이 게임은 1989년 마이크로소프트사의 로버트 도너와 커트 존슨이 만들었다. 처음에는 마이크로소프트 엔터테인먼트 팩의 일부로 1990년에 출시되었으며 1992년에 윈도우 3.1을 설치하면 기본으로 설치되어 있었다.
마이크로소프트사는 2003년에 MSN 메신저(버전 6 이후)용으로 지뢰 찾기 대전을 출시했다. 두 명이서 할 수 있는 지뢰 찾기 게임이다.
게임의 유래는 마우스 사용의 빈도를 높이기 위해 만들었다고 한다.

## 기능
윈도우 XP에는 세 가지의 지뢰밭 넓이가 제공된다.
초급: 9×9 넓이의 지뢰밭에 10개의 지뢰
중급: 16×16 넓이의 지뢰밭에 40개의 지뢰
고급: 30×16 넓이의 지뢰밭에 99개의 지뢰
사용자 지정: 8×8에서 30×24 넓이의 지뢰밭에 10개에서 667개의 지뢰를 지정.
윈도우 98에서는 9×9 넓이의 초급 지뢰밭 대신 8×8 넓이의 지뢰밭이 제공되었다.
윈도우 비스타에서는 지뢰 찾기가 3D형태로 구성되어있고, 지뢰 찾기의 지뢰밭, 지뢰의 모양을 다른 형태로 변경할 수 있다.
윈도우 8 이상에서는 지뢰 찾기가 기본 탑재되어 있지 않고, 마이크로소프트 스토어에서 내려받기 해야 한다. 메트로 스타일 앱으로 제공된다. 엑스박스 라이브를 통해 온라인으로도 다양하게 즐길 수 있다.

## 같이 보기
- 지뢰 찾기 (일반 컴퓨터 게임)